# RAES
 (novembre 2022).

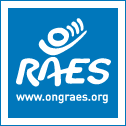

RAES est une organisation non gouvernementale sénégalaise qui utilise les médias et les nouvelles technologies pour promouvoir et renforcer la santé, l'éducation et la citoyenneté en Afrique.

## Historique
Au début des années 2000, Alexandre Rideau, alors Directeur de Développement de l'Online Journalism Review à la University of Southern California (USC) étudiait avec des chercheurs et des professeurs de l'USC et de l'UCLA comment l'informatique, Internet, les médias, la téléphonie mobile et la mise en réseau pouvaient servir d'appui aux programmes de développement, notamment en ce qui concerne la santé et l'éducation. Leur objectif était d'analyser dans quelle mesure ces technologies permettaient d’accélérer le développement, à moindre coût. L'État du Sénégal leur a demandé en 2003 de réaliser une étude pour évaluer comment utiliser les médias et Internet pour soutenir les programmes de développement existants.
À la suite de cette étude de besoin et de faisabilité avec l'UCLA, l'Association du Réseau Africain de l’Éducation pour la Santé est fondée en 2005 par Alexandre Rideau, Marianne Paulot et Fara Diaw pour mettre en place des projets allant dans ce sens. L'ONG a été rebaptisée Réseau Africain pour l’Éducation, la Santé et la Citoyenneté en 2009, puis simplement RAES en 2011.

## Mission
RAES fonde ses actions sur la conviction que, lorsque les communautés s'organisent, elles peuvent trouver elles-mêmes les solutions pour améliorer leur vie quotidienne et l'avenir de leurs enfants. Jugeant que les partenaires locaux sont les mieux placés pour créer des espaces de dialogue et encourager le débat dans leurs communautés, RAES les forme à utiliser les médias pour informer, mobiliser et convaincre. 
La mission de RAES est de faciliter les échanges pour faire avancer la santé, l'éducation et la citoyenneté en Afrique.
RAES agit au Sénégal, au Mali, en Guinée, au Bénin, au Burkina Faso et au Niger. Son travail est basé autour de trois piliers :
- Encourager et faire la promotion de solutions locales, adaptées aux problèmes spécifiques des populations ;
- Former les partenaires à créer un environnement social propice à l'adoption de comportements plus sûrs ;
- Développer, tester et implanter des contenus médias et applications Web et mobiles pour informer, mobiliser et convaincre.

## Organisation
RAES compte une dizaine de salariés et autant de stagiaires et volontaires. Son siège est basé à Dakar, au Sénégal. 
Depuis 2014, le RAES est présidé par Thierno Seydou Diop.
Les projets de RAES sont conduits par des alliances d'organisations publiques, privées et universitaires. En 2014, les principaux partenaires de RAES sont :
- L'Organisation mondiale de la santé,
- L'Organisation internationale de la francophonie,
- The Global Health Workforce Alliance,
- L'UNESCO,
- ONU FEMMES,
- UNFPA,
- M-Health Alliance,
- CFI,
- Fondation Orange,
- Mairie de Paris,
- Orange,
- Etc...

## Prix et distinctions
- Prix du M-health Alliance des findations UN et Rockfeller pour l'application de suivi de la santé infantile DJOBI, 2011
- Meilleur Laboratoire Virtuel, Man@ela 2009
- Mention Spéciale meilleurs contenus e-santé, Grand Prix du Sommet Mondial de l'information, 2007

### Sources
- 2014 : Publications de l'Agence Française de Développement (AFD) sur le domaine de la santé (reproductive) en Afrique de l'Ouest. Le projet de RAES, Sunukaddu est identifié en bonne pratique (page 3)[1]
- 2013 : Publications de l'Agence Française de Développement (AFD) sur le domaine de la santé (reproductive) en Afrique de l'Ouest. Le projet de RAES, Sunukaddu est identifié en bonne pratique (page 63)[2]

Publications universitaires américaines (USC et UCLA)
- Online Leadership Program Global Kids[3]
- African Childhoods: Education, Development, Peacebuilding, and the youngest continent (Marissa O Ensor)[4]
- The George Washington University[5]

Revue de presse
- Série télévisée C'est la vie[6],[7]
- Alliance Droits et Santé[8]
- Projet Djobi[9]